# Sergei Dmitrijewitsch Scheremetew

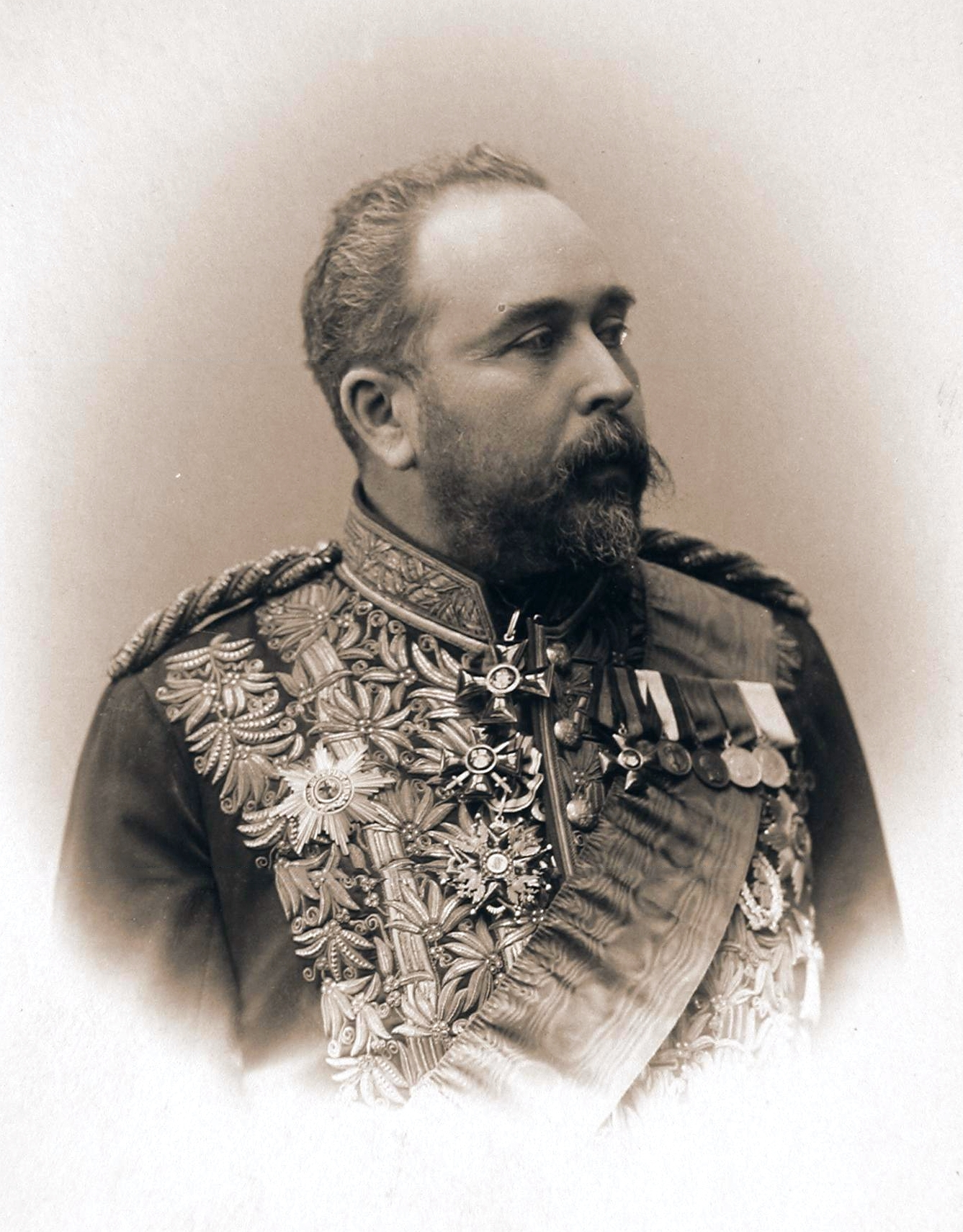
Sergei Dmitrijewitsch Scheremetew

Graf Sergei Dmitrijewitsch Scheremetew (russisch Сергей Дмитриевич Шереметев) (* 14. November 1844 in Sankt Petersburg; † 17. Dezember 1918 in Moskau) war ein russischer Regierungsbeamter, Staats- und Geheimrat und Historiker.

## Leben
Er stammte aus dem russischen Adelsgeschlecht Scheremetew, einer mit den Romanows verwandten Familie. Seine Eltern waren der russische Kammerherr Dmitri Nikolajewitsch Scheremetew (1803–1871) und dessen erste Ehefrau Anna Sergejewna Scheremetewa (1811–1849). Sein Halbbruder Alexander Dmitrijewitsch Scheremetew (1859–1931) interessierte sich für Musik und wurde Dirigent. Sein Großvater, der Kammerherr Nikolai Petrowitsch Scheremetew, fungierte als Direktor der Moskauer Adelsbank sowie des kaiserlichen Theaters und war Mäzen.
Sergei Dmitrijewitsch Scheremetew begann zunächst eine Ausbildung beim Militär. 1868 diente er Zar Alexander III. als Adjutant. Darauf wurde er zum Mitglied des Staatsrates berufen und führte den Titel eines Wirklichen Geheimrates. Als Historiker erhielt er die Anerkennung als Ehrenmitglied der Akademie der Wissenschaften. Sergei Dmitrijewitsch Scheremetew starb am 17. Dezember 1918 in Moskau. Das Schicksal der Familie von Sergej Dmitrijewitsch Scheremetew bildet einen der Schwerpunkte des Buches des Historikers Douglas Smith über den Untergang der russischen Aristokratie während des Sowjetregimes.

## Familie

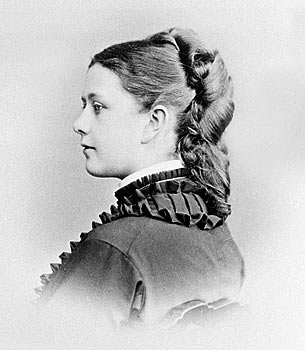
Jekaterina Pawlowna Scheremetewa

Sergei Dmitrijewitsch Scheremetew war mit Jekaterina Pawlowna Scheremetewa (1849–1929) verheiratet. Sie war die Tochter von Fürst Pawel Petrowitsch Wjasemski (1820–1888) und Marija Arkadjewna Wjasemskaja (1819–1889). Aus der Ehe gingen neun Kinder hervor.

## Auszeichnungen (Auswahl)
- Orden vom Weißen Adler
- Alexander-Newski-Orden
- Orden des Heiligen Wladimir
- Orden der Heiligen Anna